# North Shore (Ontario)
North Shore to gmina (ang. township) w Kanadzie, w prowincji Ontario, w dystrykcie Algoma.
Powierzchnia North Shore to 230,8 km². Według danych spisu powszechnego z roku 2001 North Shore liczy 544 mieszkańców (2,36 os./km²).